# All American Boys
All American Boys es una novela para jóvenes adultos publicada en 2015 por Atheneum, escrita por Jason Reynolds y Brendan Kiely. La historia relata la vida de dos adolescentes, Rashad Butler y Quinn Collins, y cómo enfrentan el racismo y la brutalidad policial en su comunidad. La novela ha ganado atención en los últimos años, convirtiéndose en el  vigésimo sexto libro más prohibido de 2022, debido a su inclusión de mensajes antipoliciales, uso de alcohol y drogas, y lenguaje soez.
La obra se ha destacado por abordar temas contemporáneos y controversiales, lo que ha generado debate entre aquellos que consideran que el libro aborda problemáticas importantes y aquellos que consideran que no es adecuado para jóvenes por su contenido. A pesar de las críticas, la novela ha sido aclamada por muchos críticos literarios, recibiendo múltiples premios y reconocimientos, incluyendo una nominación para el Premio Nacional del Libro. Además, la obra ha sido utilizada en programas educativos en Estados Unidos como herramienta para discutir temas como la violencia policial, el racismo y el activismo juvenil.

## Antecedentes y publicación

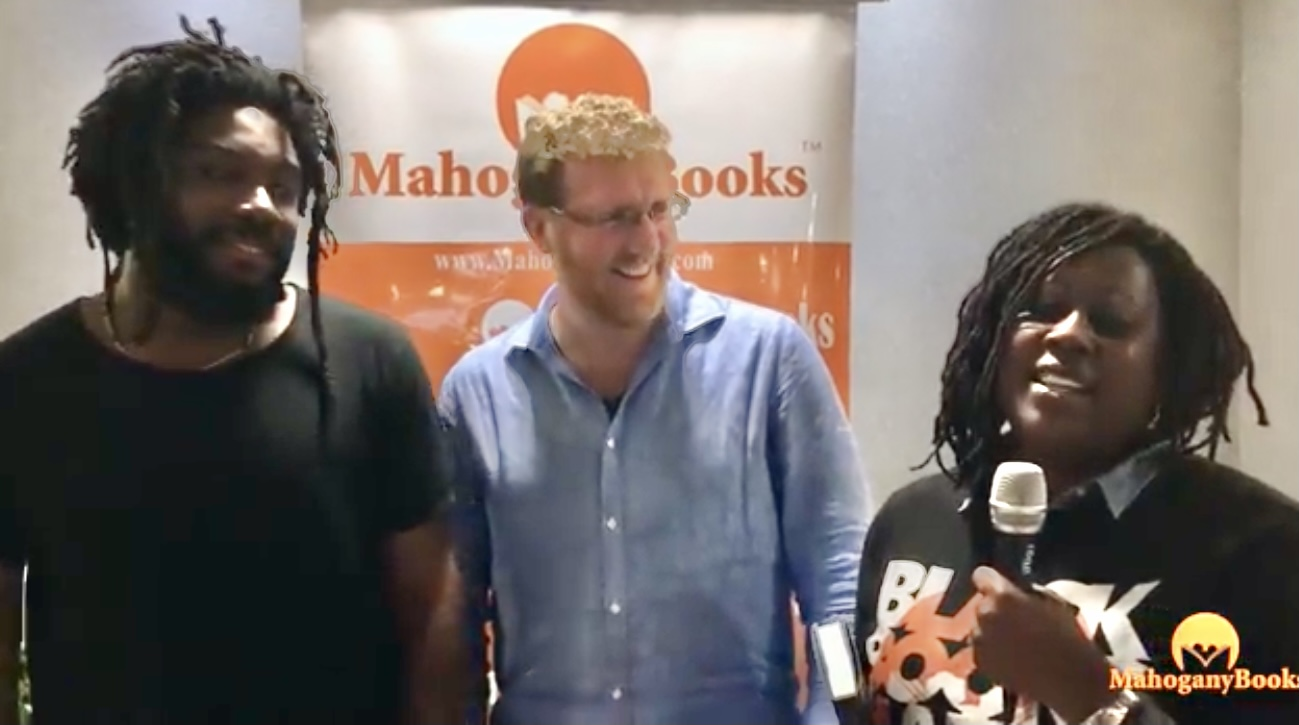
Reynolds (izquierda) y Kiely hablan sobre All American Boys en 2016

Jason Reynolds y Brendan Kiely se conocieron en una gira de libros de Simon & Schuster en 2013. Mientras compartían una habitación en la gira, se enteraron de la noticia de que George Zimmerman había sido absuelto del asesinato de Trayvon Martin. Reynolds y Kiely comenzaron a compartir sus sentimientos y frustraciones, desarrollando una amistad. Después de que Michael Brown fuera tiroteado y asesinado en Ferguson el 9 de agosto de 2014, Reynolds y Kiely comenzaron a escribir All American Boys como una forma de abordar la brutalidad policial y el perfil racial. El libro fue publicado en 2015 por Simon & Schuster.
All American Boys se ha convertido en un hito en la literatura juvenil y ha sido elogiado por su capacidad para abordar temas difíciles de manera accesible para los jóvenes. Reynolds y Kiely han hablado en múltiples ocasiones sobre la importancia de abordar estos temas, especialmente en la literatura juvenil, para educar a las nuevas generaciones sobre la discriminación racial y la brutalidad policial.
El libro ha sido reconocido por la crítica y ha ganado múltiples premios, incluyendo el Premio Coretta Scott King Honor y el Premio Walter Dean Myers Honor. Además, ha sido objeto de controversia y ha sido prohibido y censurado en algunos lugares debido a su contenido explícito y crítico de la policía. A pesar de esto, All American Boys ha tenido un impacto duradero en la literatura juvenil y ha sido un catalizador para la discusión y el cambio en la sociedad.

## Trama
El libro sigue a dos personajes, Rashad Butler y Quinn, mientras navegan por el racismo. La novela alterna entre la perspectiva de un chico negro, Rashad, escrita por Jason Reynolds, y un chico blanco, Quinn, escrita por Brendan Kiely. Rashad es un joven de 16 años que es agredido por un oficial de policía blanco en una tienda de conveniencia cuando es malinterpretado como ladrón. Quinn, un amigo de la familia del oficial, es testigo del incidente.
A medida que la historia se desarrolla, Rashad y Quinn enfrentan diferentes luchas internas. Rashad, que es hospitalizado y acusado de resistir el arresto, se siente traumatizado y se pregunta por qué esto le está sucediendo a él, ya que no ha hecho nada malo. Quinn, por otro lado, lucha por hacer frente a lo que presenció y su relación con su familia y amigos, especialmente con su amigo policial, quien se niega a creer que su colega pueda haber actuado mal.
La novela es una crítica social a la brutalidad policial y el racismo en la sociedad estadounidense. A través de los personajes y su experiencia, los autores cuestionan los prejuicios y las suposiciones de la policía y la comunidad blanca sobre las personas de color y su papel en la lucha por la justicia social.

## Análisis

### Usos educativos
Según el plan de lección sugerido por el profesor Luke Rodesiler sobre All American Boys, la novela proporciona a los educadores muchas oportunidades para discutir temas sociales y políticos actuales, incluyendo la violencia policial, el racismo, los atletas como activistas y la protesta. Rodesiler recomienda que los educadores hagan que sus estudiantes completen proyectos como investigar incidentes de violencia policial y estudiar decisiones judiciales sobre protestas estudiantiles y violencia policial como una forma de conectar All American Boys con la sociedad estadounidense. Los profesores de secundaria Jody Pollock y Tashema Spence-Davis brindan un modelo para incorporar All American Boys en un plan de estudios para aumentar la comprensión de los estudiantes sobre temas sociopolíticos. Esta novela ayudó a elevar a sus estudiantes de mayoría minoritaria y marginados al iniciar conversaciones sobre prejuicios raciales y equidad. Como explica Rodesiler, los maestros pueden formular preguntas de discusión en torno a cada tema, animando a los estudiantes a identificar problemas de justicia social en toda la novela y conectarlos con la América actual.
La inclusión de All American Boys en la enseñanza de la justicia social en la educación secundaria y universitaria ha sido muy valorada por muchos educadores y críticos literarios. La novela ha demostrado ser una herramienta útil para fomentar la reflexión crítica y el diálogo sobre temas de discriminación racial y violencia policial en el aula. Al utilizar la novela como recurso educativo, los maestros pueden ayudar a los estudiantes a desarrollar habilidades críticas y reflexivas, así como a aumentar su conciencia sobre la justicia social y la equidad. Además, All American Boys puede ayudar a los estudiantes a comprender cómo los eventos actuales en América están conectados con su propia vida y experiencias, lo que puede fomentar una mayor participación cívica y compromiso social.

## Recepción

### elogios
| Año       | Espaldarazo                                                    | Resultado | Árbitro.      |
| --------- | -------------------------------------------------------------- | --------- | ------------- |
| 2016      | Premio Walter Dean Myers                                       | Ganador   | [ 10 ] [ 11 ] |
| 2016      | Premio Coretta Scott King al autor                             | Honor     | [ 12 ] [ 13 ] |
| 2016      | Premio Amelia Elizabeth Walden de ficción para adultos jóvenes | Ganador   | [ 14 ]        |
| 2017      | Premio Pennsylvania Young Readers' Choice para adultos jóvenes | Candidato | [ 15 ]        |
| 2017      | Premio al libro adolescente de Rhode Island                    | Candidato | [ 16 ]        |
| 2017      | Premio al libro adolescente del condado de Milwaukee           | Candidato | [ 17 ]        |
| 2017-2018 | Premio del libro de Carolina del Sur para adultos jóvenes      | Candidato | [ 18 ]        |

### Reseñas
Desde su lanzamiento en 2015, All American Boys ha sido elogiado por los críticos por sus discusiones sobre brutalidad policial y racismo. En una reseña favorable, Publishers Weekly llamó a la novela "dolorosa y demasiado actual". La reseña continuó: "el escenario que Reynolds y Kiely describen se ha convertido en una característica recurrente de los informes de noticias, y un libro que permite a los lectores pensarlo fuera de las emociones tumultuosas de un evento de la vida real es bienvenido y necesario". En su reseña destacada en School Library Journal, Ashleigh Williams dijo que All American Boys es capaz de ilustrar efectivamente las secuelas de la brutalidad policial a través de las emociones conflictivas que afectan a comunidades enteras. Williams señala que la novela proporciona muchas perspectivas diversas y enfatiza la tensión entre estas perspectivas resultantes del racismo y el privilegio. En su reseña destacada, el revisor de Booklist, Michael Cart, dijo que All American Boys inicia un diálogo necesario sobre las relaciones raciales y la brutalidad policial. Al mismo tiempo, Cart dice, la novela es "más que una novela problemática; es una obra de ficción cuidadosamente diseñada, psicológicamente aguda y dirigida por personajes que dramatiza una ocurrencia demasiado frecuente".

### Censura
En 2020, American Library Association'sl tercer lugar en la lista de los libros más comúnmente prohibidos y desafiados por la Asociación de Bibliotecas de Estados Unidos. El libro fue prohibido, desafiado y/o restringido "por la profanidad, el uso de drogas y el alcoholismo, y porque se pensó que promovía puntos de vista antipoliciales, contenía temas divisorios y era 'demasiado sensible en este momento'"

#### Carolina del Sur
En Carolina del Sur, la policía se ha manifestado en contra de la enseñanza de All American Boys en una clase de inglés de Wando High School. La novela fue una de las ocho opciones para la lectura de verano de los estudiantes de primer año. La policía argumentó que la novela enseña a los niños a no confiar en los oficiales de policía o en la aplicación de la ley en general. El sindicato de la aplicación de la ley argumentó que los estudiantes que leen la novela en Wando tienen una edad en la que la mayoría de ellos no han tenido experiencias con la aplicación de la ley, y por lo tanto son muy impresionables en el tema. La bibliotecaria de la escuela luchó para que el libro continuara siendo enseñado y criticó a la policía de la zona por no estar abierta a tener discusiones difíciles con los estudiantes. La Coalición Nacional contra la Censura escribió al director, instándolo a no eliminar el libro del plan de estudios de Wando High School. En respuesta, la directora del Wando High School, la Dra. Sherry Eppelsheimer, aceptó reconsiderar la decisión de prohibir All American Boys.

#### Cornelio, Carolina del Norte
Dos padres, uno de los cuales es un oficial de policía con hijos en la escuela secundaria Bailey en Cornelius, Carolina del Norte, desafiaron la inclusión de All American Boys en el plan de estudios. Durante el proceso de revisión, se involucraron oficiales de policía, miembros de la facultad y miembros de la comunidad. La escuela invitó a los oficiales a asistir a las clases en las que se enseñaba la novela, lo que permitió una discusión constructiva sobre el contenido de la obra.
Después del proceso de revisión, en septiembre de 2019, los miembros de la Junta Directiva decidieron mantener el libro como parte del plan de estudios del octavo grado. Los líderes de la Junta y de la comunidad educativa destacaron que la novela es una herramienta valiosa para abrir las mentes de los estudiantes a temas de justicia social y a los problemas contemporáneos que enfrentan en la sociedad actual. La decisión de mantener la obra en el plan de estudios fue un paso importante hacia la promoción de la diversidad y la inclusión en la educación y la sociedad.